# ニコライ・デュマガリエフ
ニコライ・エスポロヴィチ・デュマガリエフ（カザフ語: Николай Есполұлы Жұмағалиев、英語: Nikolai Espolovich Dzhumagaliev、1952年11月15日 - ）は、旧ソ連に存在したシリアルキラー・カニバリストである。

## 概要

### 生い立ち
1952年11月15日にカザフ・ソビエト社会主義共和国（現カザフスタン、以下KSSR）・アルマトイ州ジャンブール地区ウジナガシュでカザフ人の父とベラルーシ人の母の下に生まれる。彼は夫婦の3人目の子供で、一人息子だった。
9年制の学校を卒業後、現地の鉄道学校へ入学。卒業後はグリエフ（現在のアティラウ）にて労働者となる。 
1970年、18歳でソ連軍に徴兵され、ウズベク・ソビエト社会主義共和国・サマルカンドにて同軍の化学防衛部の一員として所属。
兵役満了後は運転手として働くことを選び、同時に国立大学への入学を望むがどちらも成就できず終いとなった。これにより彼は仕事を求めてソ連内を放浪し、ウラル地方やシベリア、ムルマンスクを訪れ、船員やフォワーダー、電気技術者、ブルドーザーの操縦士など職を転々としながら生活を送る日々を過ごした。1977年から故郷のウジナガシュへ戻り消防士として活動。

### 犯行と経緯
判明しているだけで50人以上の男女を殺害して食したとされている。うち10人の女性を殺害した後、その遺体を解体してロシア料理を作っていたという。
1979年1月にセブンスデー・アドベンチスト教会の女性信者を、ウジナガシュ-メイブラク高速道（ロシア語: Шоссе Узунагач-Майбулак）近郊で殺害。同月25日に被害女性の遺体が発見され、刑事事件として扱われるも逮捕には至らなかった。
同年8月21日、酒に酔った状態で勤務先の消防署の同僚を誤って射殺。この時、セルブスキー研究所 で統合失調症と診断されたが、1年も経たない内にデュマガリエフは釈放され、ウジナガシュへ戻った後さらに3件の殺人を犯している。
1981年1月、自宅へ友人やガールフレンドを招待し、その内の1人を殺して隣の部屋で遺体を調理している最中、泥酔した友人がデュマガリエフの部屋に間違えて入ってしまい、そこから友人らの通報で逮捕された。同年12月3日に裁判が行われたが、デュマガリエフは既に統合失調症の診断を受けていたことからソ連内の精神病院の閉鎖病棟へ収容され、電気ショック治療が行われた。その後、病棟の隔離室で8年間を過ごす。
1989年、KSSRの精神病院へ移送されることになったが、空港で隙を見て脱走した。その後ソ連各地を転々とし、更に殺人を繰り返した。
KGB（ソ連国家保安委員会）の捜査官がデュマガリエフ捜索に乗り出し、2年後の1991年12月、ウズベキスタンでデュマガリエフを再逮捕した。裁判で無期懲役が言い渡された。

## その他
1977年に梅毒にかかり、続いてトリコモナス症を患っている。